# Protectorat de Cotonou
El protectorat de Cotonou fou un efímer protectorat francès al modern Benín. Mai fou administrat com a protectorat sinó com establiment colonial (les colònies es dividien en tres grups: comercials, de plantació i de colonització i Cotonou pertanyia al primer grup)
El 1864 el rei Glélé de Dahomey (1858-1889) va cedir verbalment Cotonou a França. El 19 de maig de 1868 es va signar un tractat que establia legalment aquesta cessió. Del seu comandant depenia també el territori del Grand-Popo que els mines havien venut a França el 1857. El 19 d'abril de 1878 el tractat de cessió fou ratificat per un nou tractat.
El Juny de 1886 fou integrat en els Establiments Francesos del Golf de Benín.